# Émile Bréhier
Émile Bréhier (Bar-le-Duc, 12 de Abril de 1876–Paris, 3 de Fevereiro de 1952) foi um filósofo francês, conhecido pelos seus trabalhos sobre a história da filosofia.
Seguidor dos estoicos, Bréhier era também um seguidor de Henri Bergson e herdou sua cátedra na Sorbonne e na Academia das Ciências Morais e Políticas, em 1941. Antes disso, Bréhier ensinou na Universidade do Cairo, em 1925, e na do Rio de Janeiro, em 1936. Foi director da Revue Philosophique e da L’Encyclopédie Philosophique.

## Obra
- Schelling (1912)
- Histoire de la philosophie allemande (1921)
- La Philosophie de Plotin
- Plotin: Ennéades (tradução para língua francesa), 1924-1938
- Histoire de la philosophie - I Antiquité et moyen age (three volumes), II La philosophie moderne (four volumes)
- Histoire de la philosophie, fascicule supplémentaire: la philosophie en Orient (1948) with P. Masson-Oursel
- Chrysippe et l'ancien stoicisme (Paris, 1951)
- Études de philosophie antique (1955) [2]